# Streptococcus agalactiae
A Streptococcus agalactiae a Streptococcus nemzetségbe tartozó béta hemolizáló baktériumfaj, amelynek szerepéről és jelentőségéről igen eltérőek a vélemények.

## Szerepe
Valójában a Streptococcus agalactiae (Group B Streptococcus, GBS) a legfontosabb nőgyógyászati kórokozók közé tartozik, a fertőzés átvitele azonban nem csak szexuális úton történhet. A Streptococcus agalactiae fertőzés minden bizonnyal legalább félmillió nőt érint Magyarországon (mellesleg férfiakat is).
Perinatális fertőzésekben szerepe közismert, ezért a terhes nőket sok helyen szűrik is, és szüléskor antibiotikum prevencióban is részesítik.
Kevésbé közismert, hogy terhesség alatti problémákat, koraszülést, vetélést okozhat, valamint hogy nőgyógyászati, illetve urológiai- vagy annak vélt-fertőzéseknek is fontos kórokozói.
A leggyakoribb tünetek közé tartoznak: alhasi fájdalom, gyakori, esetenként fájdalmas vizeletürítés, (ún. felfázásos tünetek), folyás. A panaszok jellege miatt az ilyen esetek gyakran évszámra cystitisként, vagy pedig éppen a vizelet tenyésztés eredményének negativitása miatt interstitialis cystitisként kerülnek kezelésre. Ez utóbbi esetben a hüvelyfal gyulladása és az anatómiai közelség miatt a hólyag fala is gyulladt lehet, ami megmagyarázhatja a tüneteket.

## Kimutatása és a fertőzés kezelése
Mivel a baktériumot sok szakmai szervezet nem tekinti genitális kórokozónak, ezért a laboratóriumok sem tesznek meg mindent, hogy kimutassák, és ha mégis kimutatásra kerül, a leletbe nem kerül be.
A kezelésről való lemondásban szerepet játszhat az is, hogy a baktérium kiirtása gyakran sikertelen a túl rövid ideig tartó, nem megfelelő antibiotikus kezelés miatt. Pedig a S. agalactiae okozta genitális fertőzés megfelelő antibiotikum terápiával (20 napig 3x1000 mg amoxicillin szájon át) valamint helyileg ható antibakteriális kenőcs vagy kúp alkalmazásával az estek döntő többségében még a terhesség alatt is gyógyítható. (Amennyiben a páciens nem penicillin érzékeny, a kezelés sem a terhességet, sem a magzatot sem az anyát nem veszélyezteti) A sikeres kezeléshez természetesen a partner egyidejű, azonos kezelése is hozzátartozik!
Ez a kezelés, esetenként bizonyos kiegészítésekkel gyakorlatilag 100%-ban a baktérium eradikációjához vezet. (Bél- és genitális traktusból is!)